# Robert Stillington
Robert Stillington, född 1420, död 1491, var biskop av Bath och Wells stift och lordkansler av England. Somliga menar att det var han som lade fram bevis för att äktenskapet mellan  Edvard IV och Elizabeth Woodville var ogiltigt på grund av Edvards tidigare trolovning med Lady Eleanor Talbot.
1478 tillbringade han några veckor i fängelse, uppenbarligen på grund av samröre med den vanhedrade George, hertig av Clarence. Han fängslades igen 1485, kort efter  Henrik VIIs seger i Slaget vid Bosworth Field. Vissa menar att det var på grund av Stillingtons inblandning i frågan om Edvard IV:s bigami, eftersom den nye kungen behövde ogiltigförklara bigamianklagelserna som gjorde hans framtida drottning, Elizabeth av York, illegitim.
Några år efter hans andra frigivning, blev Stillington inblandad i affären kring bedragaren Lambert Simnel, och fängslades 1487 en tredje gång, och avled i fängelse.